# La Noce (Chagall)
Pour les articles homonymes, voir La Noce.
La Noce est une peinture à l'huile sur toile (99,5 × 188,5 cm) réalisée en 1911 par le peintre Marc Chagall. Elle est conservée au Centre Pompidou - Musée National d'Art Moderne à Paris.

## Historique
Le tableau La Noce date, selon ce que l'on tend à croire aujourd'hui, du printemps 1911 et en tout cas d'avant 1912 (malgré la date de 1910 apposée par le peintre). L'œuvre a été réalisée peu après l'arrivée à Paris du jeune Chagall, qui avait déjà représenté Le Mariage russe (1909, Zurich, Fondation et Collection Emil G. Bührle) à Saint-Pétersbourg, et il est souvent revenu sur ce thème. 

## Description
Le tableau diffère cependant de tous les autres et surtout de son prédécesseur : les couleurs, qui ne sont plus monotones et mélancoliques dans les tons bruns, rappellent les vibrations chromatiques de Robert Delaunay ou les couleurs fauves glacées de Derain et Matisse, bien qu'à cette époque ces artistes "parisiens" se soient tournés vers des approches stylistiques individuelles. Malgré des influences cubistes dans la fragmentation des formes, Chagall fait respirer à sa manière l'atmosphère russe du mariage, dans une ville shtetl comme sa Vitebsk. 
Le couple est précédé de musiciens, dont l'omniprésent violoniste, et se dirige vers une porte portant un signe cyrillique (Lafka, magasin). D'autres figures familières reviennent (comme le porteur d'eau), tandis que la femme qui montre la porte de la boutique est peut-être la mère du peintre, qui tenait une épicerie à Vitebsk.
Le tableau a toujours suscité la surprise en raison de sa disposition horizontale inhabituelle, scindée et divisée, peut-être même symboliquement, en plusieurs parties. On a également dit que Chagall s'était inspiré ici d'Un enterrement à Ornans (1849) de Courbet, qu'il aimait tant, alors au musée du Louvre, puis au musée d'Orsay.